# 寺嶋恭之介
寺嶋恭之介（てらしまきょうのすけ、1991年10月17日 - ）は、日本のバスケットボール選手。ポジションはシューティングガード。B.LEAGUEの青森ワッツ所属。

## 来歴
- 2020-21シーズン青森ワッツへ加入。
- 2020-21シーズン終了後、退団。
- 2022-23シーズンに1シーズンぶり復帰。
- 2024-25シーズンでは青森ワッツのキャプテンを務める。
- 2025-　青森ワッツ継続契約

- 2025年4月合同会社WYS（ワイズ）設立　自身のアパレルブランドを法人化

## 人物
- アパレルブランドWYS（ワイズ）はウォッチユアステップの略で、日本語で「足元注意」という意味。つまづいても何度でも人生をやり直せるというメッセージも込めていると本人は語っている。
- 辛い食べ物が好きで、韓国の激辛焼きそばである三養食品のブルダックポックンミョンの絵が描いたバスケットシューズを実際に作成した事がある。